# Coupe d'Union soviétique de football 1952
Navigation
Édition 1951 Édition 1953
La Coupe d'Union soviétique 1952 est la 13e édition de la Coupe d'Union soviétique de football. Elle se déroule entre le 24 août et le 2 novembre 1952.
La finale se joue le 2 novembre 1952 au stade Dynamo de Moscou et voit la victoire du Torpedo Moscou, qui remporte sa deuxième coupe nationale aux dépens du Spartak Moscou.

## Format
Un total de 50 équipes prennent part à la compétition, cela incluant l'intégralité des 32 participants aux deux premières divisions soviétiques, auxquelles s'ajoutent les 18 formations ayant remporté les coupes des seize républiques socialistes soviétiques ainsi que celles des villes de Léningrad et de Moscou.
Le tournoi se divise en sept tours. Chaque confrontation prend la forme d'une rencontre unique jouée sur la pelouse d'une des deux équipes. En cas d'égalité à l'issue du temps réglementaire d'un match, une prolongation est jouée. Si celle-ci ne suffit pas à départager les deux équipes, le match est rejoué ultérieurement.

## Résultats

### Huitièmes de finale
Les rencontres de ce tour sont jouées entre le 5 et le 20 octobre 1952.
| Date            | Locaux                 | Score    | Visiteurs              |
| --------------- | ---------------------- | -------- | ---------------------- |
| 5 octobre 1952  | Spartak Achkhabad (D2) | 2 - 3    | (D1) Dinamo Léningrad  |
| 12 octobre 1952 | Spartak Moscou (D1)    | 5 - 1    | (D2) DO Sverdlovsk     |
| 15 octobre 1952 | Dynamo Moscou (D1)     | 4 - 1    | (A) DO Vilnius         |
| 16 octobre 1952 | Zénith Léningrad (D1)  | 2 - 0    | (D2) Lokomotiv Kharkov |
| 16 octobre 1952 | VVS Moscou (D1)        | 2 - 1 ap | (D1) Dinamo Minsk      |
| 17 octobre 1952 | DO Kiev (D2)           | 2 - 1    | (D1) Lokomotiv Moscou  |
| 19 octobre 1952 | Torpedo Moscou (D1)    | 4 - 0    | (D2) Neftianik Bakou   |
| 20 octobre 1952 | SK Kalinine (D1)       | 2 - 1    | (D1) Dinamo Tbilissi   |

### Quarts de finale
Les rencontres de ce tour sont jouées entre le 19 et le 24 octobre 1952.
| Date            | Locaux                | Score | Visiteurs             |
| --------------- | --------------------- | ----- | --------------------- |
| 19 octobre 1952 | Dinamo Léningrad (D1) | 2 - 0 | (D1) VVS Moscou       |
| 21 octobre 1952 | Spartak Moscou (D1)   | 3 - 0 | (D1) Dynamo Moscou    |
| 23 octobre 1952 | Torpedo Moscou (D1)   | 3 - 1 | (D1) Zénith Léningrad |
| 24 octobre 1952 | DO Kiev (D2)          | 2 - 0 | (D1) SK Kalinine      |

### Demi-finales
Les rencontres de ce tour sont jouées les 28 et 29 octobre 1952.
| Date            | Locaux              | Score    | Visiteurs             |
| --------------- | ------------------- | -------- | --------------------- |
| 28 octobre 1952 | Spartak Moscou (D1) | 2 - 0    | (D2) DO Kiev          |
| 29 octobre 1952 | Torpedo Moscou (D1) | 2 - 1 ap | (D1) Dinamo Léningrad |

### Finale
| Titulaires :  |                         |     |
|               |                         |     |
|               | Oleg Mikhaïlov (ru)     |     |
|               | Mikhaïl Bytchkov        |     |
|               | Agustín Gómez Pagóla    |     |
|               | Lev Tarassov (ru)       |     |
|               | Pavel Solomatine (ru)   |     |
|               | Iouri Tchaïko (ru)      |     |
|               | Vitali Vatskevitch (ru) |     |
|               | Boris Khrenov (ru)      | 60e |
|               | Valentin Petrov (ru)    |     |
|               | Boris Safronov (ru)     |     |
|               | Iouri Zolotov (ru)      |     |
|               |                         |     |
| Remplaçants : |                         |     |
|               | Leonid Samokhine (ru)   | 60e |
|               |                         |     |
| Entraîneur :  |                         |     |
| Viktor Maslov |                         |     |

| Titulaires :    |                            |     |
|                 |                            |     |
|                 | Vladimir Tchernychiov (ru) |     |
|                 | Nikolai Tishchenko         |     |
|                 | Viktor Belov (en)          |     |
|                 | Iouri Sedov (en)           |     |
|                 | Oleg Timakov (ru)          |     |
|                 | Igor Netto                 |     |
|                 | Aleksei Paramonov          |     |
|                 | Nikolaï Parchine (en)      |     |
|                 | Nikita Simonian            |     |
|                 | Nikolaï Dementiev (en)     |     |
|                 | Valentin Iemychev (ru)     | 75e |
|                 |                            |     |
| Remplaçants :   |                            |     |
|                 | Anatoli Iline              | 75e |
|                 |                            |     |
| Entraîneur :    |                            |     |
| Vassili Sokolov |                            |     |

| Titulaires :  |                         |     |
|               |                         |     |
|               | Oleg Mikhaïlov (ru)     |     |
|               | Mikhaïl Bytchkov        |     |
|               | Agustín Gómez Pagóla    |     |
|               | Lev Tarassov (ru)       |     |
|               | Pavel Solomatine (ru)   |     |
|               | Iouri Tchaïko (ru)      |     |
|               | Vitali Vatskevitch (ru) |     |
|               | Boris Khrenov (ru)      | 60e |
|               | Valentin Petrov (ru)    |     |
|               | Boris Safronov (ru)     |     |
|               | Iouri Zolotov (ru)      |     |
|               |                         |     |
| Remplaçants : |                         |     |
|               | Leonid Samokhine (ru)   | 60e |
|               |                         |     |
| Entraîneur :  |                         |     |
| Viktor Maslov |                         |     |

| Titulaires :    |                            |     |
|                 |                            |     |
|                 | Vladimir Tchernychiov (ru) |     |
|                 | Nikolai Tishchenko         |     |
|                 | Viktor Belov (en)          |     |
|                 | Iouri Sedov (en)           |     |
|                 | Oleg Timakov (ru)          |     |
|                 | Igor Netto                 |     |
|                 | Aleksei Paramonov          |     |
|                 | Nikolaï Parchine (en)      |     |
|                 | Nikita Simonian            |     |
|                 | Nikolaï Dementiev (en)     |     |
|                 | Valentin Iemychev (ru)     | 75e |
|                 |                            |     |
| Remplaçants :   |                            |     |
|                 | Anatoli Iline              | 75e |
|                 |                            |     |
| Entraîneur :    |                            |     |
| Vassili Sokolov |                            |     |